# Andrena wollastoni
Andrena wollastoni é uma espécie de insetos himenópteros, mais especificamente de abelhas pertencente à família Apidae.
A autoridade científica da espécie é Cockerell, tendo sido descrita no ano de 1922.
Trata-se de uma espécie presente no território português.